# Viktiga årtal i det romerska kejsardömet
Under sina ca 400 år som enat kejsardöme genomgick Romarriket många dramatiska händelser och perioder. Nedanstående summering sträcker sig fram till dess att den siste västromerske kejsaren avsätts år 476.
Huvudartikel Romerska kejsardömet

## Sammanfattning på ett antal viktiga händelser/perioder
- 30 f.Kr. Augustus besegrar Marcus Antonius och Kleopatra.
- 27 f.Kr. Kejsarperioden inleds.
- 9 Tre romerska legioner förintas av germanska stammar. Romarna avstår från att erövra Germanien
- 14 Augustus efterträds av Tiberius
- 41 Caligula mördas och efterträds av Claudius
- 43 Claudius inleder erövringen av Britannien
- 64 Stor brand i Rom, första organiserade förföljelser av kristna
- 68 Nero begår självmord.
- 66-70 Det stora judiska upproret. Avslutas med att Jerusalem intas.
- 98-117 Trajanus regeringstid. Romarriket är som störst.
- 117-138 Hadrianus regerar. Han avstår från att behålla Mesopotamien och Armenien som Trajanus erövrat. Låter uppföa den romerska vallen i Skottland.
- Ca 100-180 Romarriket står på höjden av sin makt, ekonomin blomstrar.
- 180 Marcus Aurelius,den siste av de fem "goda" kejsarna avlider.
- 192 Kejsar Commodus mördas
- 212 Caracalla beviljar alla fria män i imperiet romerskt medborgarskap.
- 235-284 Perioden med de s.k soldatkejsarna. Många inbördeskrig och ständiga angrepp av Sassanider och olika germanstammar. Riket befinner sig i svår kris.
- 284 Dominatet inleds. Diocletianus bestiger tronen
- Slutet av 200-talet De sista svåra förföljelserna av kristna.
- 312 Konstantin den store besegrar Maxentius utanför Rom
- 314 Konstantin besegrar Licinius och är därefter ensam kejsare fram till 337. Konstantin inför år 312 religionsfrihet för de kristna.
- 330 Huvudstaden flyttas till Konstantinopel
- Mitten av 300-talet. Fred råder i imperiet. Ekonomin blomstrar.
- Början av 370-talet. Hunnerna invaderar Östeuropa. Stor oro bland germanfolken utanför imperiet.
- 378 Kejsar Valens besegras av Ostrogoter vid Adrianopel
- 385 Kristendomen blir statsreligion
- 395 Riket delas permanent i två delar - Östrom och Västrom
- 410 Goter plundrar Rom
- 430 Vandalerna grundar ett rike i Nordafrika. Britannien har utrymts.
- 451 Vandalerna plundrar Rom
- 453 Västrom besegrar i allians med Visigoterna hunnerna
- 460-talet. Västromerske kejsaren har i praktiken förvandlats till marionett av mäktiga germangeneraler
- 476 Romulus Augustulus den siste västromerske kejsaren avsätts av germanen Odovakar. Västromerska riket upphör att existera.
- 476 Zeno Isauriern, kejsaren i Östrom övertar i teorin makten i det som var Västrom. I praktiken styrs de områden som tidigare var Västrom av olika germanska kungar som bildat självständiga riken